# Holasteron kangaroo
Holasteron kangaroo är en spindelart som beskrevs av Baehr 2004. Holasteron kangaroo ingår i släktet Holasteron och familjen Zodariidae.
Artens utbredningsområde är Sydaustralien. Inga underarter finns listade i Catalogue of Life.